# Сингх, Амар
Амар Сингх (англ. Amar Singh; 27 января 1956, Азамгарх, Уттар-Прадеш, Индия — 1 августа 2020, Сингапур) — индийский политический деятель, бывший генеральный секретарь Самаджвади парти и депутат Раджья сабхи.
В 2010 году был исключён из «Самаджвади парти» из-за сильно проиндуистской позиции, которая оказалась несовместимой со светским характером партии. В марте 2014 года стал членом партии Раштрия лок дал. На выборах 2014 года в рядах этой партии боролся за место в Раджья сабхе, но проиграл. Вновь избран в Раджья сабху как депутат от Самаджвади парти в июле 2016.